# Minimum Wolfa

Zmiany aktywności Słońca zapisane w produkcji węgla C-14. Dane od 1950 roku nie są pokazane.

Minimum Wolfa – okres małej aktywności słonecznej, trwający od około 1280 do 1340 roku. wyznaczony na podstawie szacowanych zmian liczby plam słonecznych. Podobnie jak w przypadku innych minimów, odnotowano w tym czasie niższe średnie temperatury na Ziemi. Mniejszej aktywności słonecznej przypisuje się związek z okresami chłodniejszymi na Ziemi.
Nazwa pochodzi od nazwiska szwajcarskiego astronoma i matematyka Rudolfa Wolfa.